# Балико-Щучинська сільська рада
| Балико-Щучинська сільська рада — орган місцевого самоврядування у Кагарлицькому районі Київської області з адміністративним центром у с. Балико-Щучинка. Історична дата утворення: в 1919 році. Водоймища на території, підпорядкованій даній раді: річка Дніпро. Сільській раді були підпорядковані населені пункти: - с. Балико-Щучинка - с. Уляники |

## Склад ради
Рада складалася з 14 депутатів та голови.

### Керівний склад ради
| ПІБ                        | Основні відомості                                                                       | Дата обрання | Дата звільнення |
| -------------------------- | --------------------------------------------------------------------------------------- | ------------ | --------------- |
| Берест Микола Дмитрович    | Сільський голова, 1959 року народження, освіта, член Соціалістичної партії України      | 26.03.2006   | 31.10.2010      |
| Берест Микола Дмитрович    | Сільський голова, 1959 року народження, освіта вища, безпартійний                       | 31.10.2010   | 11.12.2011      |
| Саміляк Олександр Іванович | Сільський голова, 1984 року народження, освіта вища, член Партії регіонів               | 11.12.2011   | 09.09.2012      |
| Гриб Ганна Михайлівна      | Сільський голова, 1958 року народження, освіта середня спеціальна, член Партії регіонів | 09.09.2012   |                 |

Примітка: таблиця складена за даними джерела